# 马萨达
马萨达（希伯來語：מְצָדָה，羅馬化：Metsadah，字面意思为城堡）是位于以色列的一处天然堡垒和旅游景点，是世界遗产之一。
马萨达位于朱迪亚沙漠东侧，临近死海海岸，是在恩戈地与索多玛之间的一座岩石山顶，底部西接本雅尔（Ben Yair）谷底，东南毗邻马萨达谷。马萨达位于死海海平面450米以上。东侧悬崖高约450米，从山顶直下死海之滨；西侧悬崖高约100米。山顶平整，呈便菱形，南北长约600米，东西宽约300米，周围城墙长约1400米。通向马萨达的自然道路极为险峻，最主要的是东侧的“蛇行路”（Snake Path）。

## 希律王时期
“马萨达”最早出现在希腊文手抄本，可能是亚拉姆语中“堡垒”的意思。最早由犹太起义时加利利犹太军司令约瑟夫·弗拉维斯所撰《犹太战记》记载。
根据其记载，马萨达第一座城堡由Jonathan所建。但史学家们对于这个Jonathan究竟是何许人并无一致意见，有人认为是犹大·马卡比的兄弟（前2世纪中期），有人认为是“大祭司约纳堂”——哈斯摩尼王亚历山大·詹纳乌斯（公元前103-76），马萨达遗址也发现了这一朝代的钱币。不过好像约瑟夫本人对这个问题也搞不太清楚，他在《犹太战记》的另一章节中，又说马萨达是“古代的国王们”所建。
罗马帝国犹太行省的从属王希律王（公元前37年到公元前4年在位）执政时期，马萨达成为希律王抵御敌人入侵的避难所和冬季行宫，希律王在此修建宫殿、库房、蓄水池和炮塔城墙。前40年，希律王为躲避帕提亚人扶植的国王马塔蒂亚斯·安蒂冈努斯，曾从耶路撒冷逃到马萨达避难。之后，从公元前37年到公元前31年，希律王在马萨达进行了大规模的建设，并把它作为紧急情况下的避难所。希律王面临的威胁一方面来自桀骜不逊的犹太人，一方面则来自南边虎视眈眈的托勒密埃及。
有记载表明，希律王死后，从公元6年到公元66年，曾有罗马军团在此驻扎。

## 犹太起义
罗马帝国统治时期，公元66-70年，第一次犹太战争爆发，犹太人为反抗罗马人爆发起义。起义之初，犹太·伽利略之子梅纳哈姆（Menahem Ben Jair）率领奮銳黨（Sicarli，也称弯刀党）攻取马萨达。
66年，梅纳哈姆在耶路撒冷遇害，他的外甥以利亚撒·本·雅尔从耶路撒冷逃到马萨达。70年，耶路撒冷被破坏，第二圣殿被罗马人摧毁。此后，被罗马追捕的犹太人陆续来到这里，马萨达成为起义的最后据点。犹太起义军建造了一个犹太会堂和多个犹太教仪式浴场（mikvehs）。
72年，罗马总督弗拉维斯·席尔瓦率领第十海峡军团包围了马萨达，并开始在西侧修筑高台。在围困2-3个月后（对于具体围城时间，有着多种不同的说法），公元73年，罗马军队完成筑台，并用攻城槌攻破马萨达的城墙，但他们看到的仅是约960具尸体、烧毁的建筑和保存完好的粮仓。
约瑟夫没有记载罗马围城期间，犹太人曾发动过任何进攻，这一点颇令人费解。在马萨达即将被攻破之时，Eleazar对全体犹太人发表演讲，强调绝不能屈从罗马人的奴役，而宁可作为自由的人民死去。他最终说服了大家选择自杀。据约瑟夫说，最后仅有两个大人和五个小孩躲在一处蓄水池里得以幸免，他也因此得知了罗马破城前发生的故事。
现代的考古发现对自杀的故事提出了怀疑，有人认为这是约瑟夫在刻意编造犹太人的英雄事迹。因为虽然他后来投靠罗马人，但作为曾参加起义的犹太人，他内心深处仍怀有作为犹太人的自豪。

## 拜占庭时期
马萨达的沦陷标志着罗马帝国完成了对犹太的征服。此后直到2世纪初，罗马在此都有一只辅助军队。罗马军队离开马萨达后，此处荒凉下来。
5世纪的拜占庭时代，一群隐士在此修建一座修道院（Laura）。7世纪，伊斯兰教崛起，修道院不复存在。

## 考古与开发
1838年，美国考古学家罗宾逊和史密斯首先确认这一地点就是历史上的马萨达——当时阿拉伯人叫它al-Sabba。1848年，来自美国、英国的考古学家开始在此进行发掘。但主要的发掘工作是在1963年-1965年间完成的，负责人是以色列的著名将军兼著名考古学家Yigal Yadin。
1966年，马萨达国家公园向游人开放。
2001年，联合国教科文组织将马萨达认定为世界遗产名录。

## 文艺作品
1981年，美国广播公司制作了一个以马萨达为背景的4部电视连续剧，导演是Boris Sagal。后来这部连续剧被剪辑成一部电影，名为《马萨达》，描写犹太人反抗罗马统治的历史故事。

马萨达 - Masada - מצדה
馬薩達平面圖
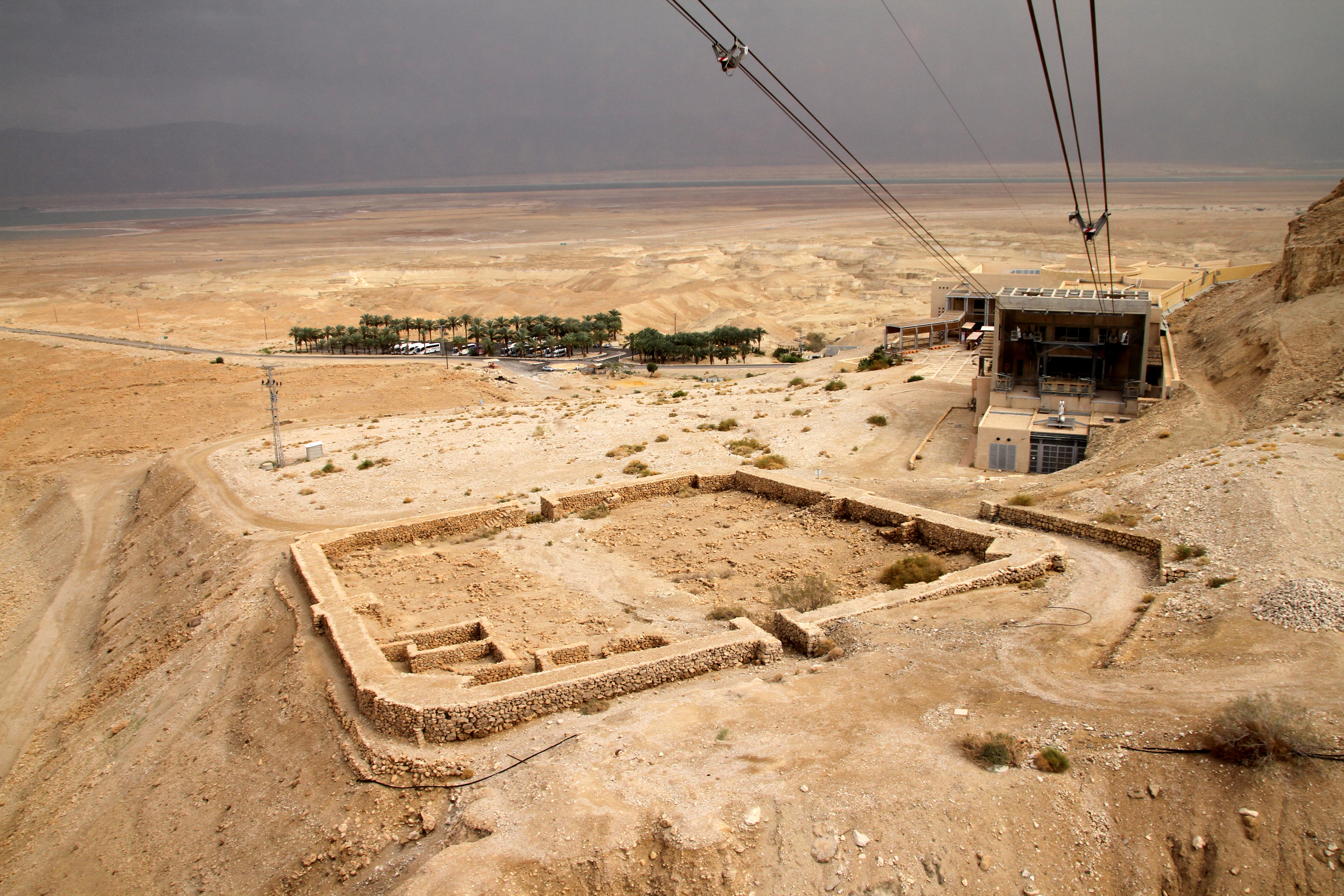
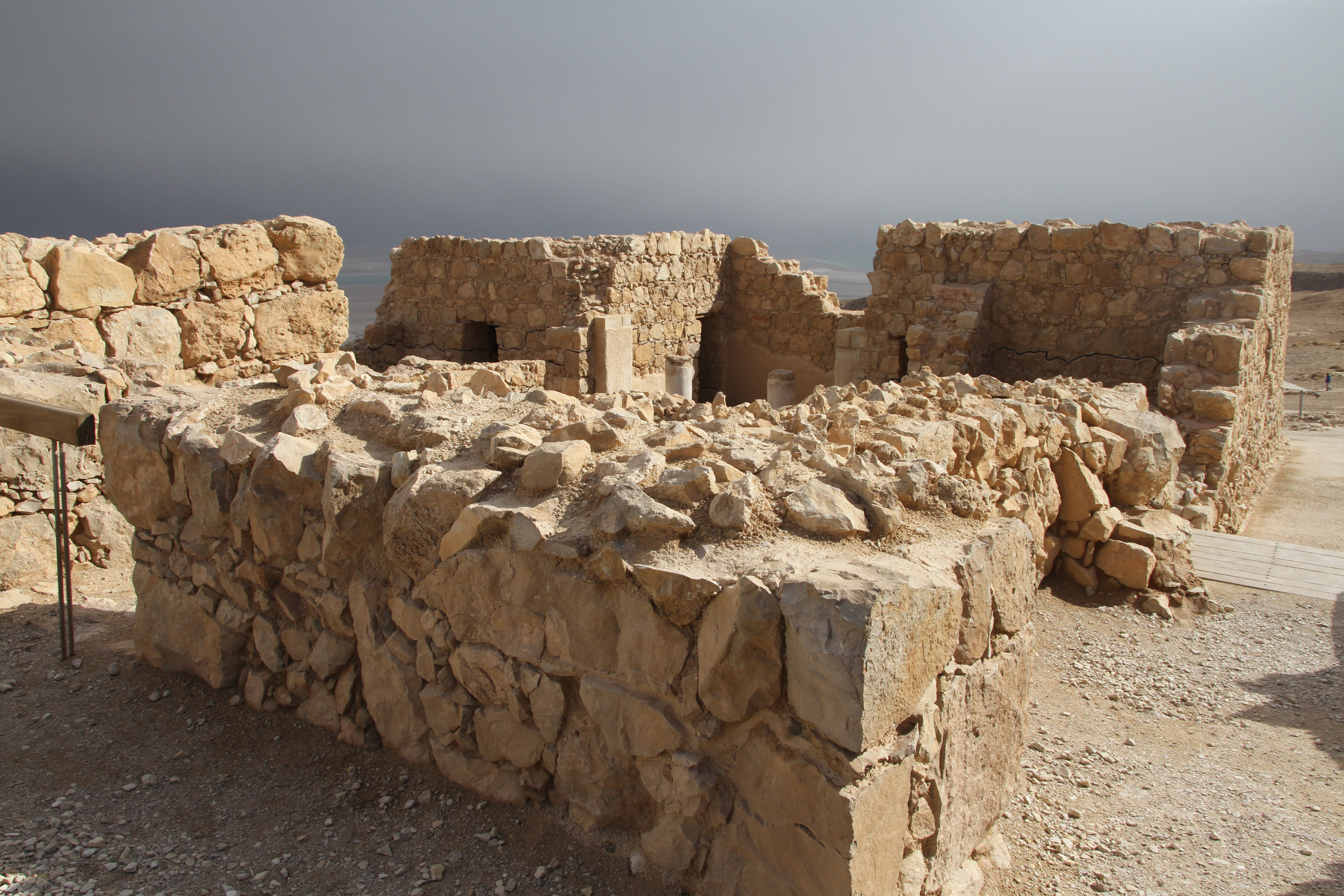
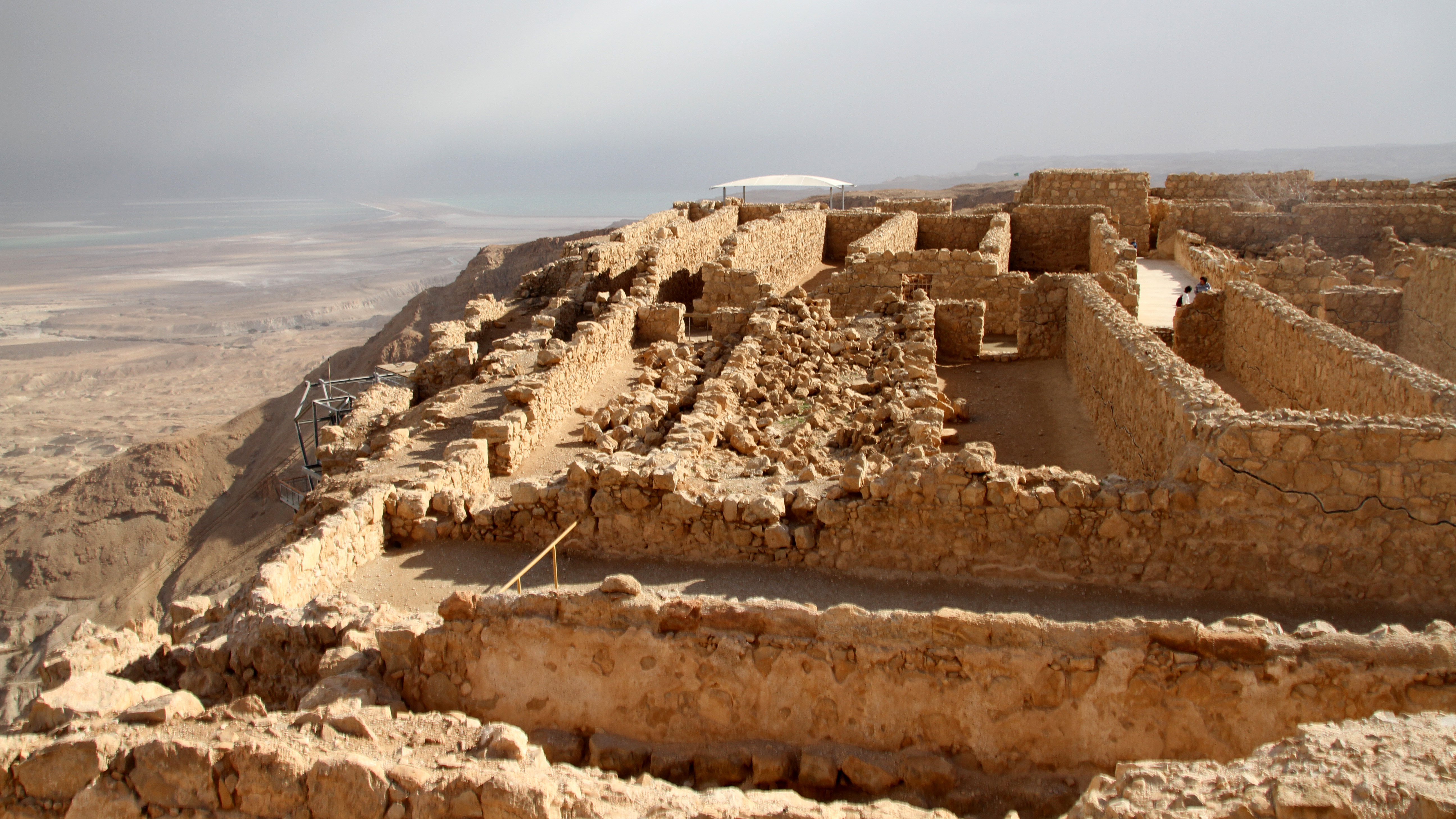
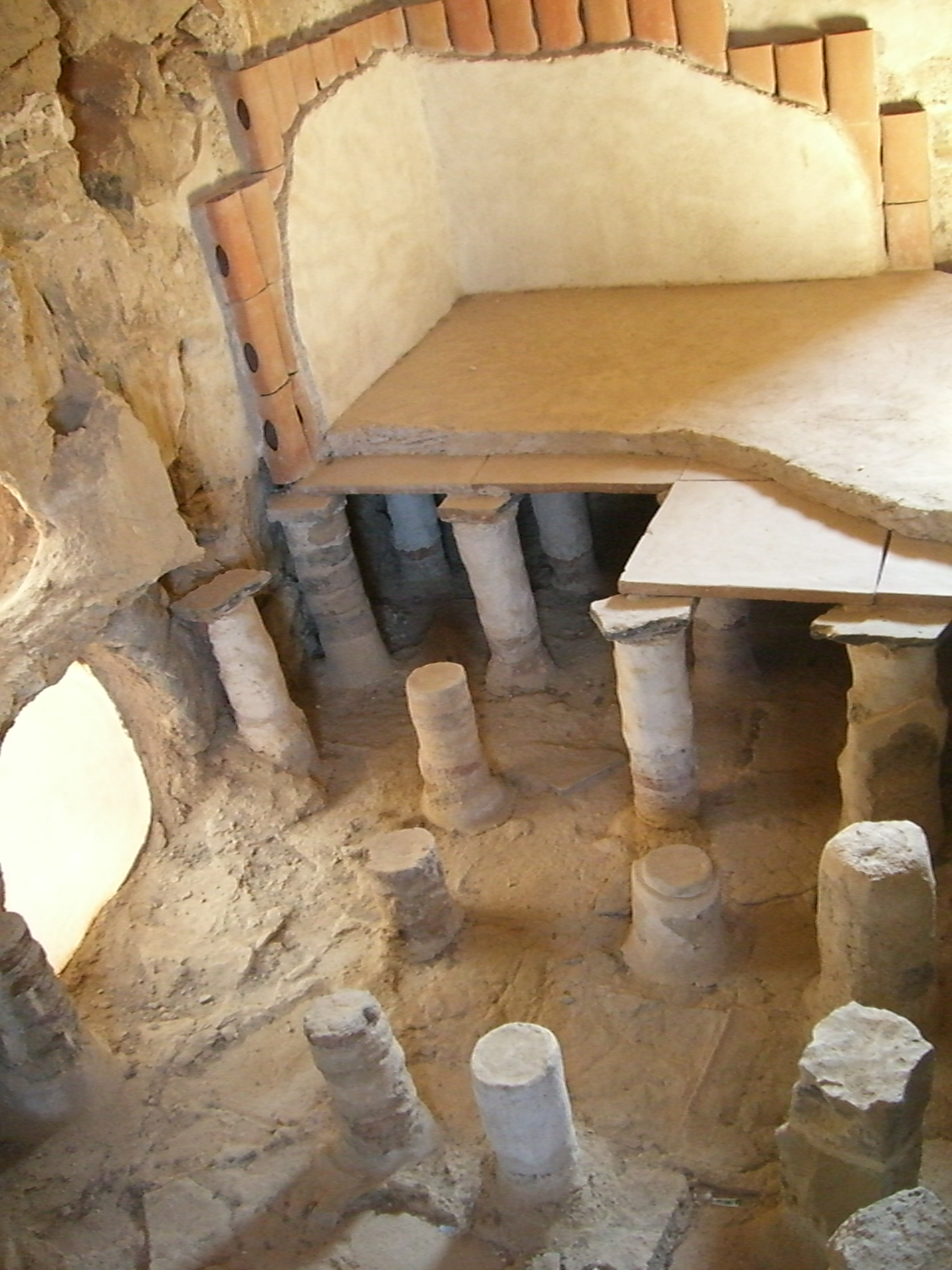
马萨达的温泉浴
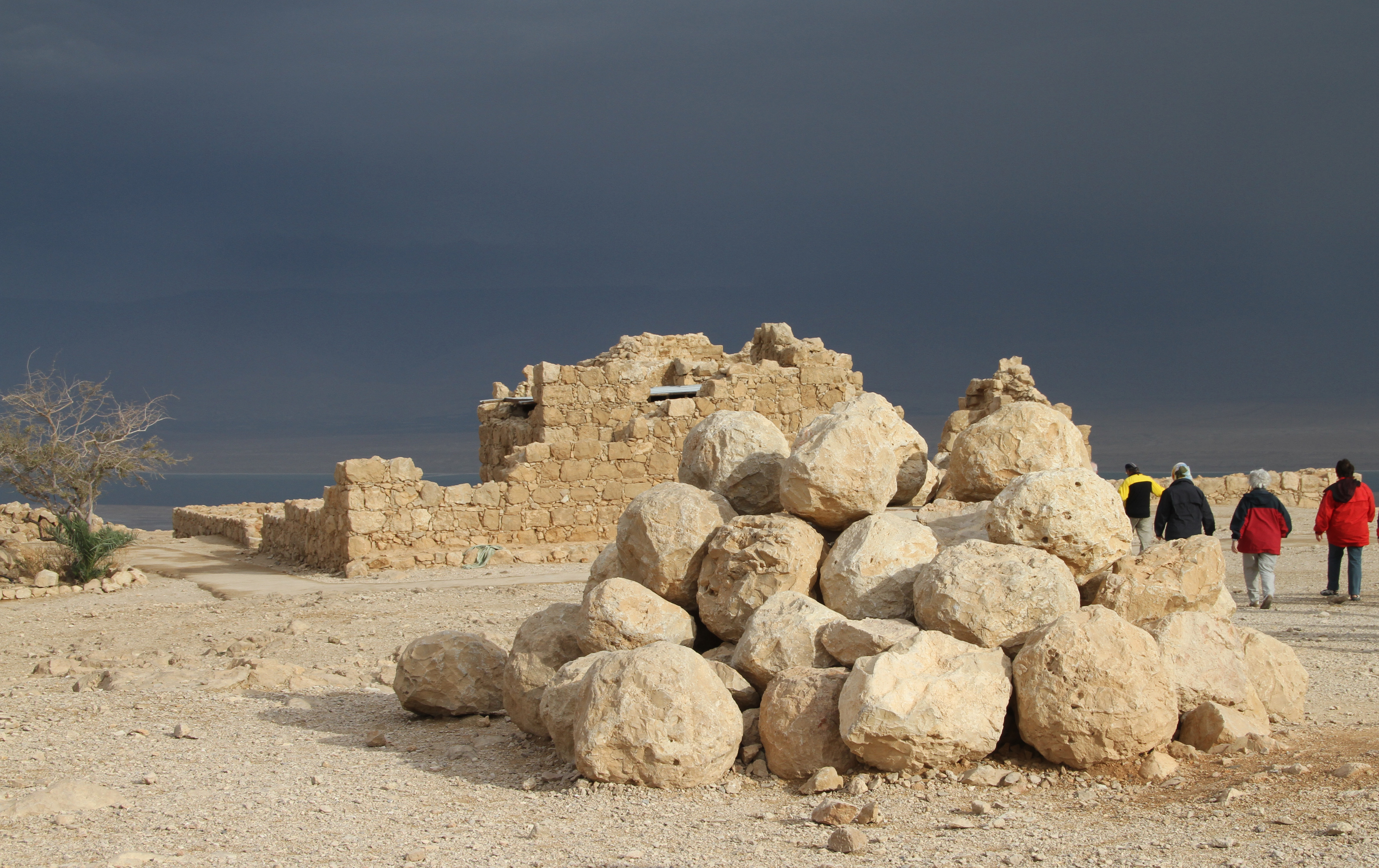
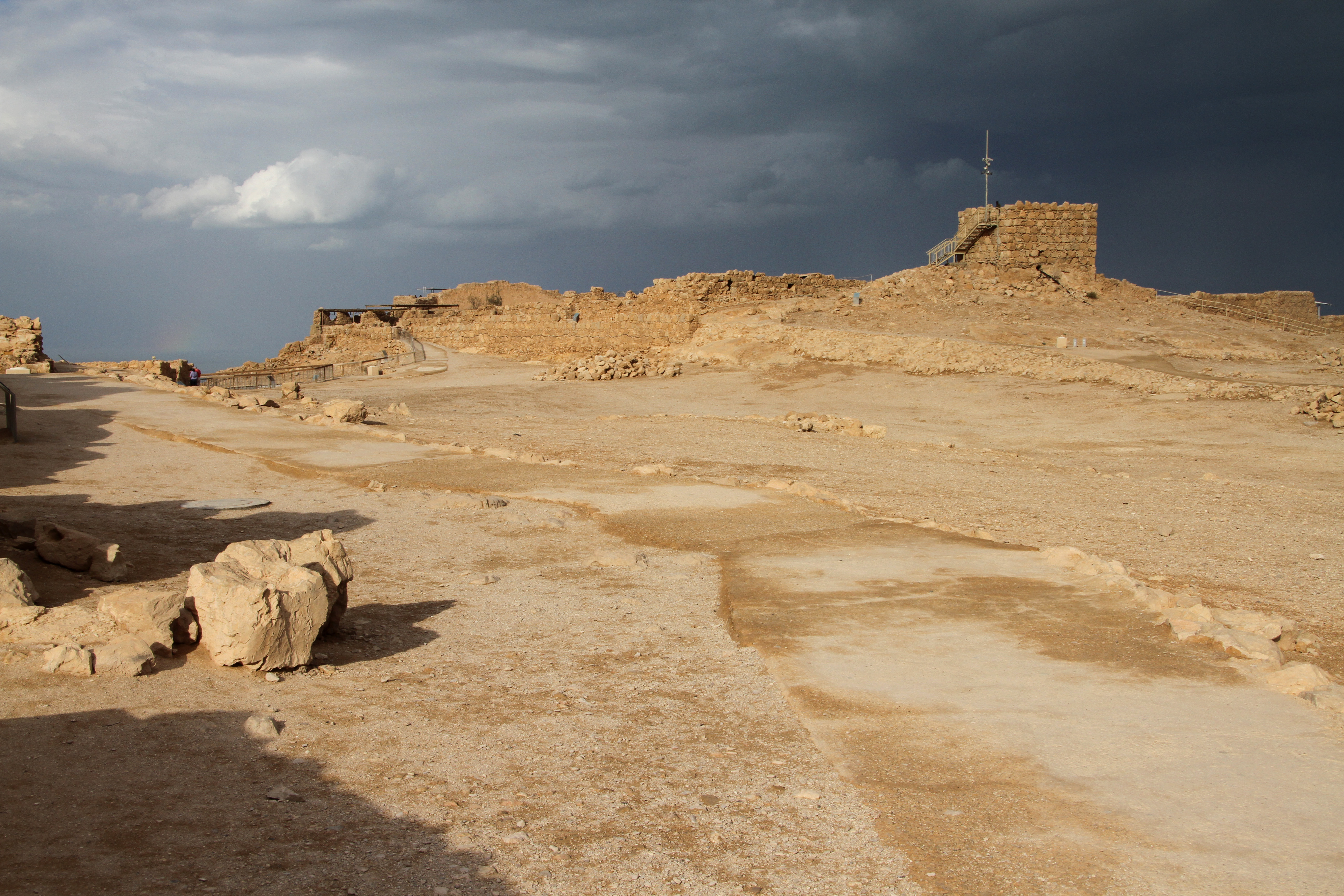
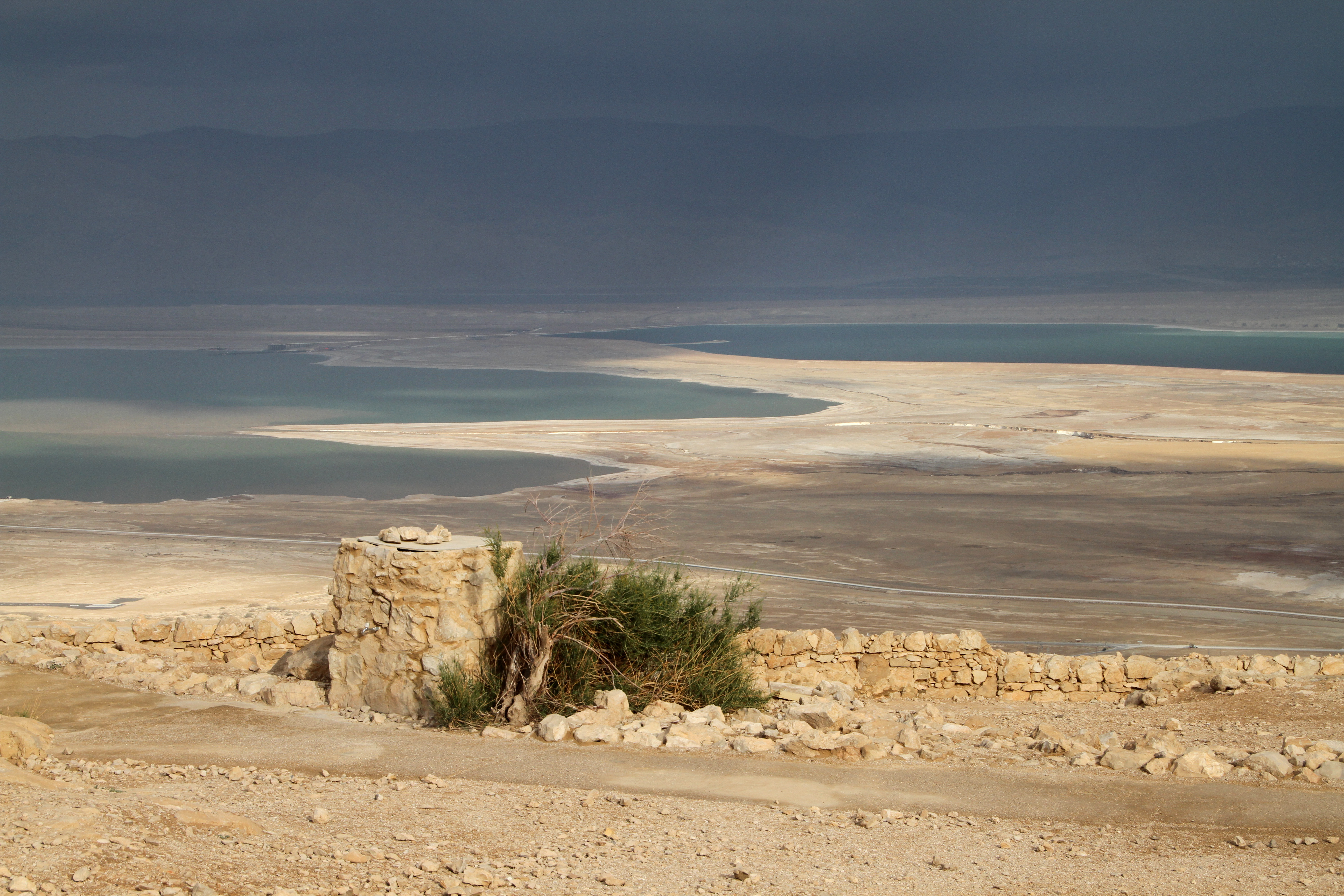